# Nymphaea pulchella
Nymphaea pulchella är en näckrosväxtart som beskrevs av Dc. Nymphaea pulchella ingår i släktet vita näckrosor, och familjen näckrosväxter. Inga underarter finns listade i Catalogue of Life.